# دينيس بيرينتشيك
دينيس بيرينتشيك (بالأوكرانية: Берінчик Денис Юрійович)‏ (مواليد 5 مايو 1988) هو ملاكم أوكراني، مثّل بلاده في الألعاب الأولمبية الصيفية 2012.

## روابط خارجية
دينيس بيرينتشيك على موقع بوكس ريك (الإنجليزية) (registration required)
- دينيس بيرينتشيك على موقع اللجنة الأولمبية الدولية (الإنجليزية)
- دينيس بيرينتشيك على موقع أوليمبيديا (الإنجليزية)